# جیانا لین
جیانا لین (انگلیسی: Gianna Lynn؛ زاده ۲۳ نوامبر ۱۹۸۴) بازیگر پورنوگرافی اهل فیلیپین است. وی اصالتاً فیلیپینی، اسپانیایی و چینی می‌باشد.